# 1567 en France
Chronologie de la France
- 1563
- 1564
- 1565
- 1566
- 1567
- 1568
- 1569
- 1570
- 1571

## Événements
- 1er février : Jeanne d’Albret et son fils Henri de Navarre arrivent à Pau, en Béarn[1].
- 10 février : Damville devient maréchal de France[2].

- Mai : édit de Saint-Maur ou édit des mères. Dans les pays de droit écrit, les mères ne peuvent plus succéder aux biens que leurs enfants décédés tiennent de la ligne paternelle (aboli en août 1729)[3].

- 2 juin : une colonne espagnole aux ordres du duc d’Albe quitte le Piémont. Dans le courant de l’été, elle passe aux frontières du royaume, de la Savoie aux Pays-Bas. Le 18 août, elle est à Jodoigne, en Brabant[4].
- Juillet : Jeanne d’Albret préside à Tarbes les états de Bigorre et rend une ordonnance permettant le libre exercice des cultes[5].

- 26 - 28 septembre : surprise de Meaux[6]. Tentative du prince de Condé et des protestants de s’emparer de la famille royale pour « libérer le roi des influences étrangères néfastes » et obtenir un statut plus favorable. Les protestants émettent le vœu d’une monarchie contrôlée par les États généraux.
- 29 septembre : début de la deuxième guerre de religion[7]. L’échec du complot fait craindre aux protestants des représailles qu’ils préfèrent devancer. Ils s’emparent de l’autorité publique dans les villes où ils sont assez puissants. Ils lèvent une armée qui met le siège devant Paris.

- 29 - 30 septembre : Michelade de Nîmes. Une quarantaine de catholiques, prêtres et laïcs, sont tués dans la cour de l’évêché par des protestants[8].

- 2 octobre : Simon Fizes de Sauve devient secrétaire d’État aux Affaires étrangères[9].

- 10 novembre[6] : les Protestants se font battre à la bataille de Saint-Denis où le connétable de Montmorency (1493-1567) est mortellement blessé. Ils lèvent le siège de la capitale et se retirent en Lorraine.
- 11 novembre : Villeroy (1543-1617) devient secrétaire d’État, spécialisé dans les Affaires étrangères[10].
- 12 novembre : le duc d’Anjou devient lieutenant général du royaume (lettres patentes enregistrées au parlement de Paris le 17 novembre)[11].
- 21 novembre : le maréchal de Cossé prend le château de Sarry, mais ne fait pas donner la cavalerie et Condé et Coligny ont le temps de s’éloigner vers Saint-Mihiel sur la Meuse[12].

- 13 décembre : le duc d’Anjou marche avec l’armée royale contre Condé et Coligny ; le 14, il entre dans Montereau, que le prince de Condé vient d’abandonner, puis avance vers Provins ; mais ne parvient pas à rattraper les Réformés avant l’arrivée des Allemands[12]. L’Électeur palatin, Frédéric III, qui est calviniste, envoie son fils Jean Casimir à la tête d’une armée de 6 500 reîtres et 3 000 lansquenets à la rescousse de ses coreligionnaires français. Elle fait sa jonction avec Condé et Coligny près de Pont-à-Mousson en Lorraine le 16 janvier 1568, après que les chefs protestants ont levé un impôt sur leurs propres troupes pour donner une avance aux mercenaires[13].

- - Destruction totale du Prieuré Sainte-Marie-Madeleine de Saint-Pons-de-Thomières, monastère de religieuses bénédictines, par les huguenots[14].

## Naissances en 1567
- x

## Décès en 1567
- x